# Lage Gouwe 28 (Gouda)

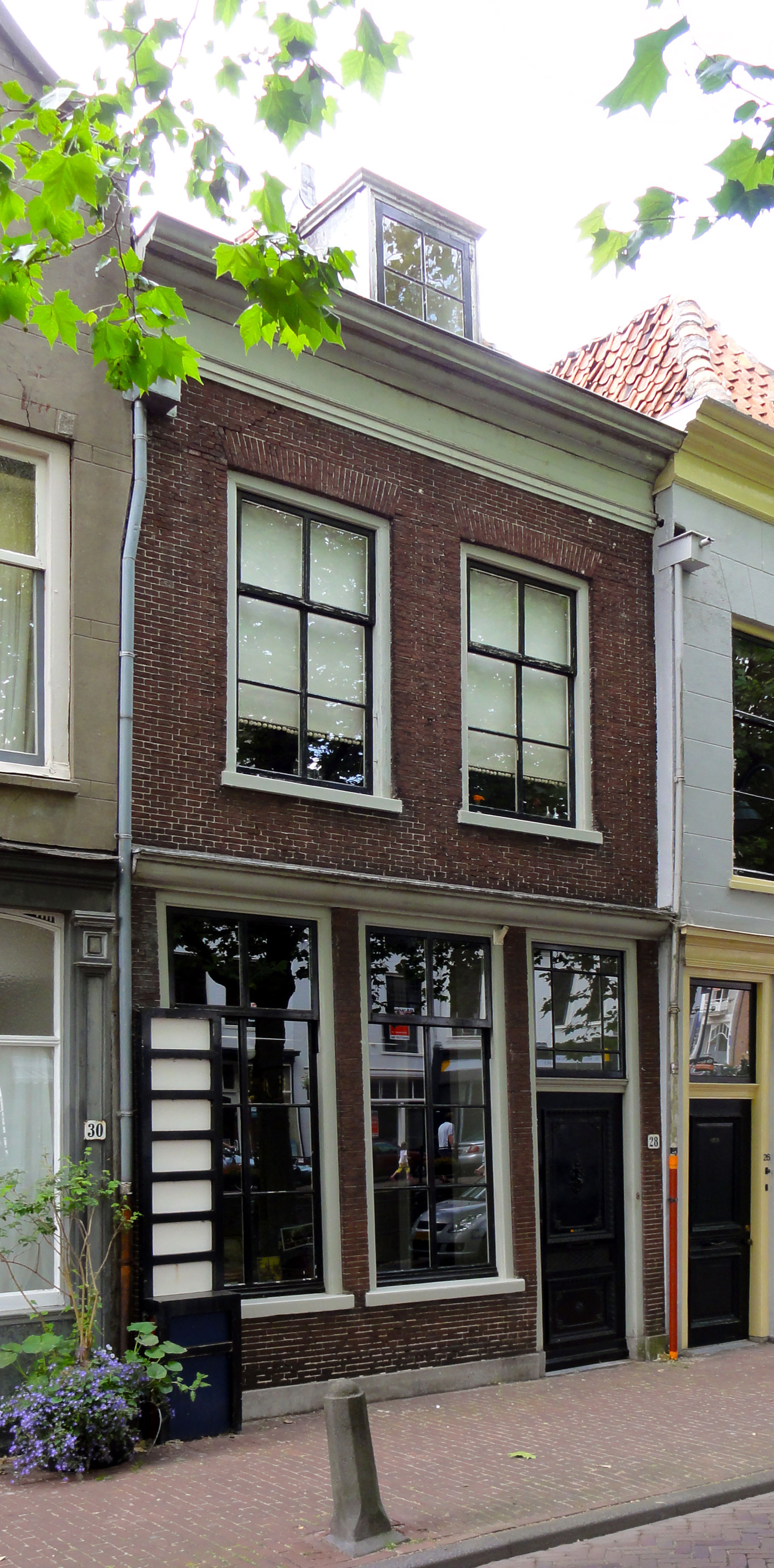
Grachtenpand aan de Lage Gouwe 28 te Gouda

Het pand Lage Gouwe 28 is een monumentaal grachtenpand aan de Lage Gouwe in de Nederlandse stad Gouda.
Het monumentale pand aan de Lage Gouwe 28 heeft een opvallend onderdeel in het interieur. Als enige woning in Gouda zijn er resten van een zeventiende-eeuwse renaissance muurschildering bewaard gebleven. De schildering bevat elementen die voor Nederland tamelijk zeldzaam zijn. Op een blauwgroene achtergrond is een gevleugelde figuur afgebeeld met twee wapenschildjes aan een lint. Op de schildjes de lettertekens IHS en MAR, die staan voor Jezus en Maria. Uit het verpondingsregister, het toenmalige belastingregister, van Gouda valt af te leiden dat het huis in 1631 ingrijpend moet zijn verbeterd. Verondersteld wordt dat de schildering in deze periode gemaakt zou kunnen zijn.
Het pand is erkend als rijksmonument.